# Hippodrome des Grands Pins
L'hippodrome des Grands Pins est le champ de course de chevaux de Mont-de-Marsan, chef-lieu du département français des Landes.

## Galerie

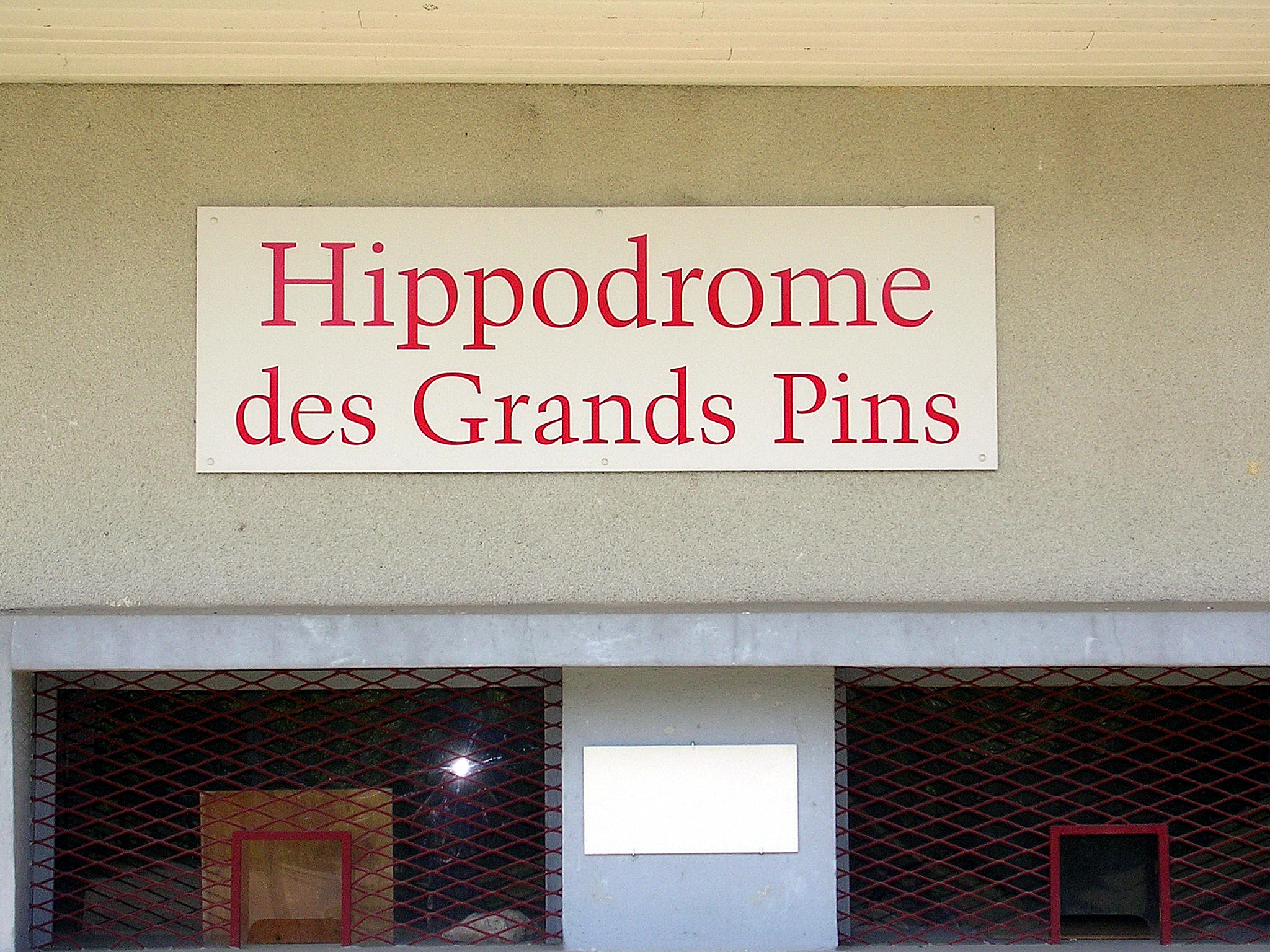
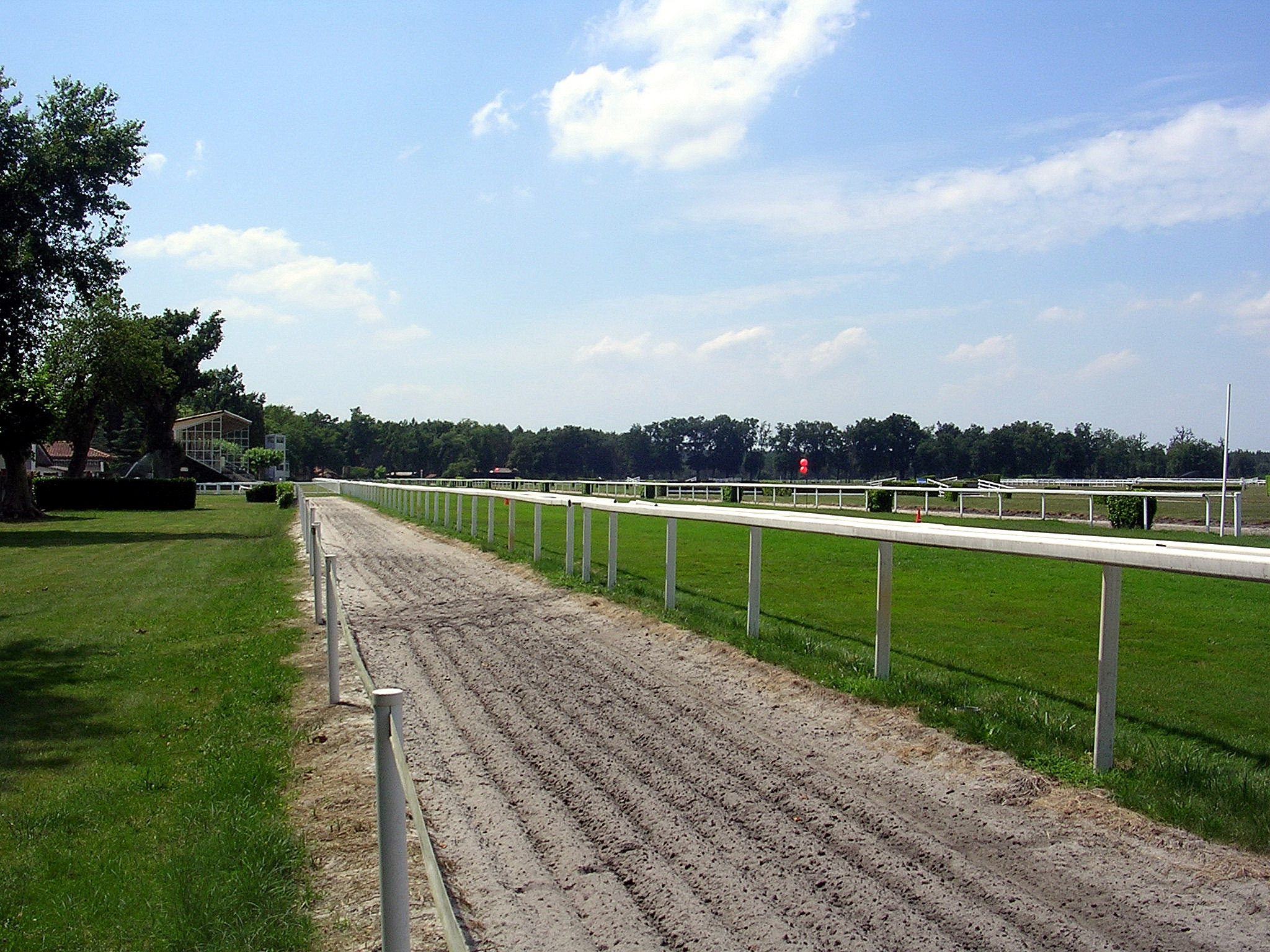
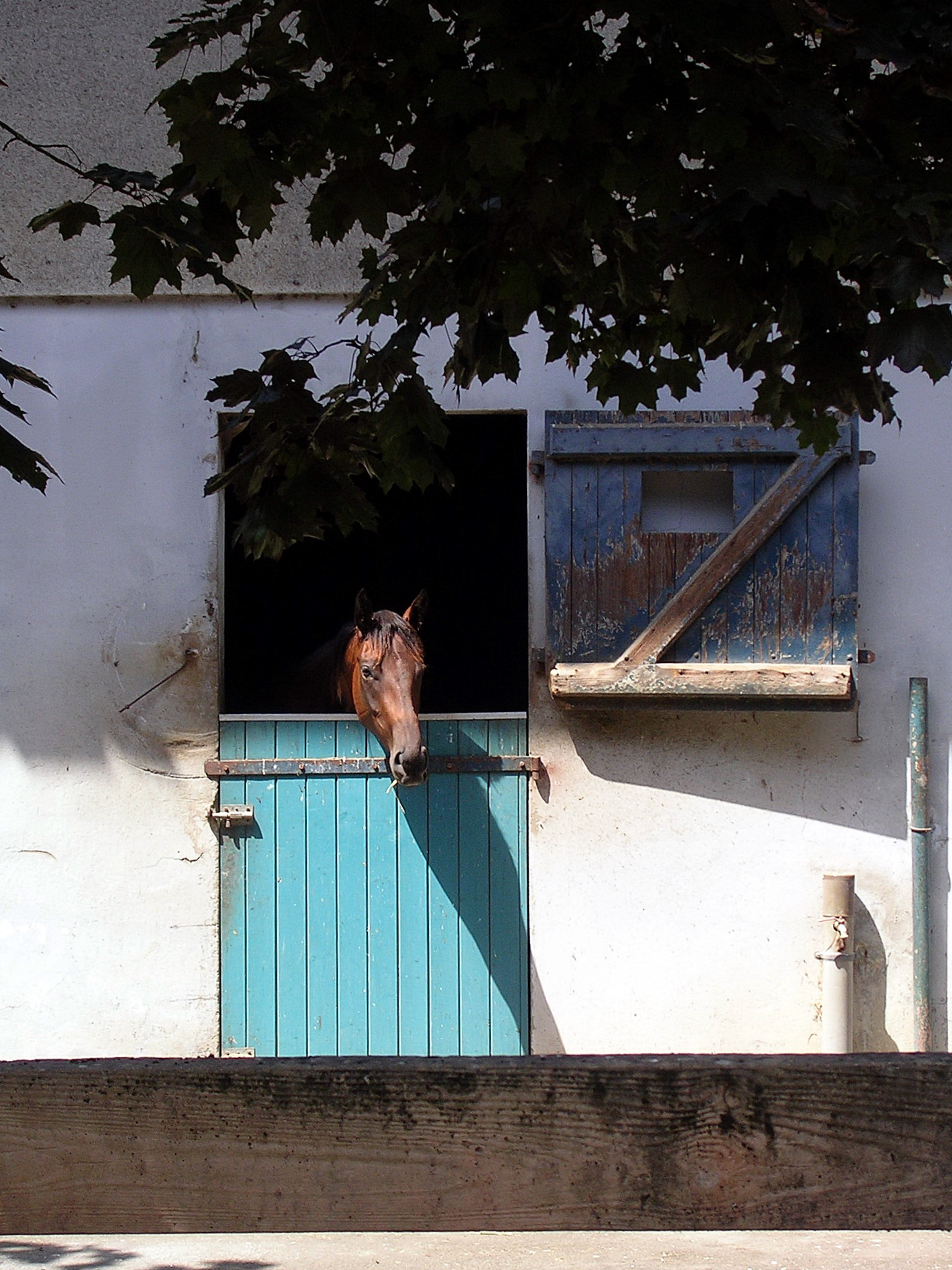

## Présentation
Le site des Grands Pins représente un des plus vastes centres d’entraînement français et regroupe trois pôles de l'activité hippique  « Galop  » (centre d’entraînement – hippodrome – centre de formation). Le centre d'entraînement dispose de l'hippodrome des Grands Pins, de l'hippodrome de Porteteny reliés par une ligne droite de 2 000 m. Il s'étend  sur une surface totale de 50 hectares et propose 3 400 m de pistes gazon, 7 250 m de sable, 4 780 m de parcours de steeple, 4 825 m de haies, 1 900 m de cross et 1 000 m de piste trotting, soit un total de 25 km de pistes utilisables pour les courses et l’entraînement.
Le centre de formation (AFASEC) destiné à l'activité hippique, galop et trot, regroupant 140 jeunes et adultes, s'inscrit dans sa mission de former des personnels qualifiés avec débouchés professionnels assurés (BEPA, BAC pro et formation adultes). C'est une chance inestimable pour les professionnels du centre d'entraînement. De ce fait le site crée 130 emplois directs et indirects et joue un rôle économique réel et important dans la vie de la cité.

## Histoire
La ville de Dax se dote d'un hippodrome en 1848. Dans un esprit de rivalité entre cités gasconnes, Mont-de-Marsan ne veut pas être en reste et formule le projet de s'équiper de son propre champ de courses hippiques. Le maire de Mont-de-Marsan Bernard Henri Soubiran crée ainsi le 30 décembre 1849 une société d'encouragement dont il devient le premier président. Celle-ci fait l'acquisition des terrains nécessaires à la réalisation de ce projet sur la commune de Saint-Jean-d'Août-et-Nonères, alors distincte de Mont-de-Marsan avant son rattachement en 1866. Les tribunes sont édifiées par l'entrepreneur Fernand Dubroca au milieu du pignada grâce à la générosité du comte de Lastours, président de la société des courses. L'hippodrome est inauguré le lundi 22 juillet 1850 à l'occasion des fêtes de la Madeleine.

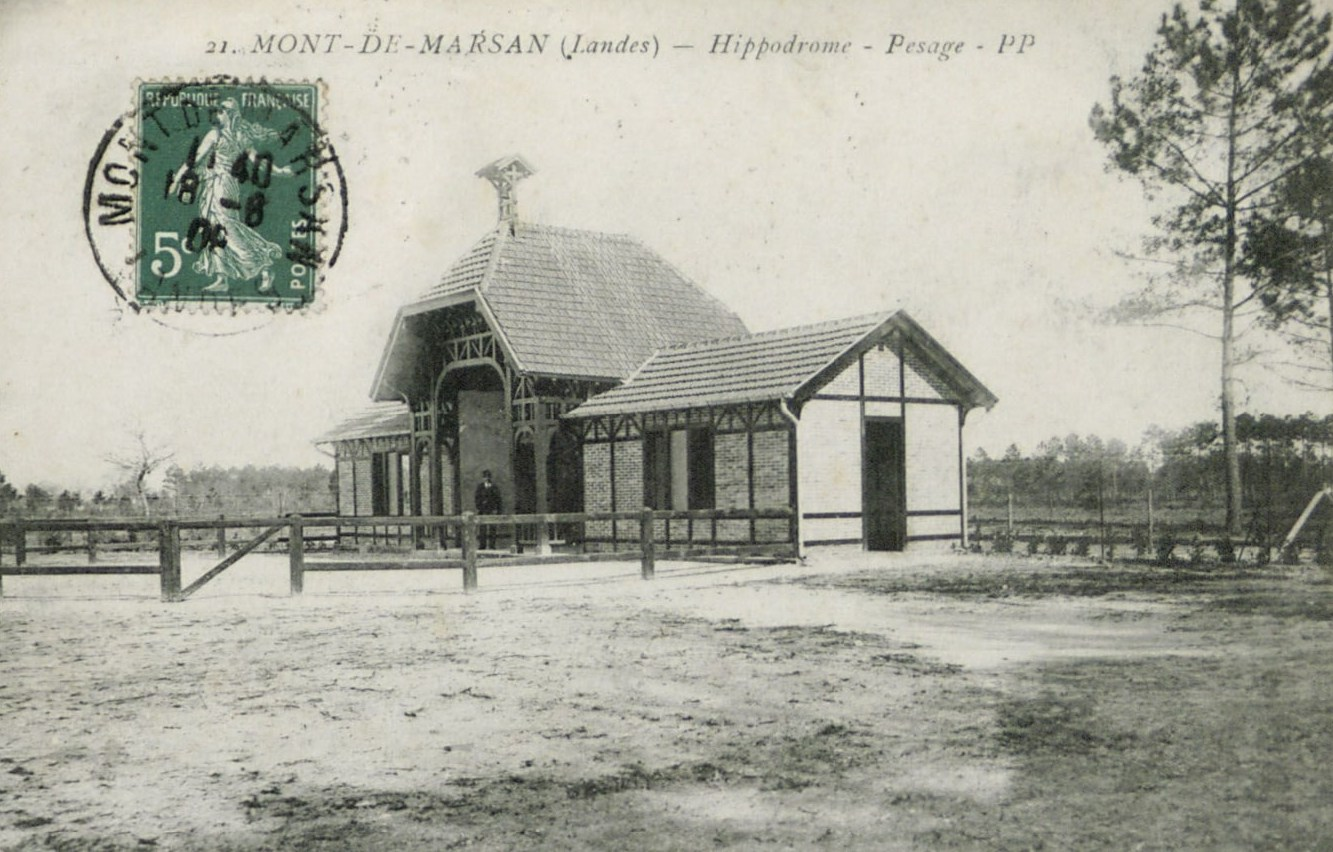
Vers 1908.
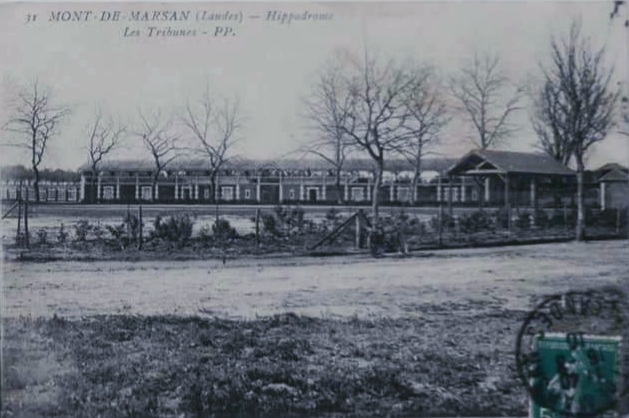
Les anciennes tribunes, vers 1910.
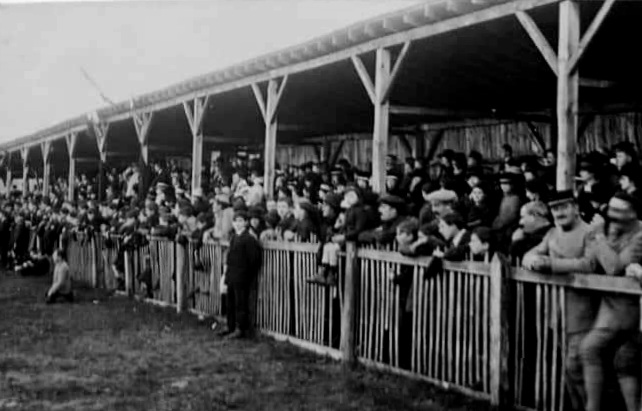
Spectateurs, vers 1910.

Le vendredi 6 octobre 1905, le spectacle Buffalo Bill's Wild West, dirigé et présenté par Buffalo Bill en personne, est donné en représentation à l'hippodrome de Mont-de-Marsan.

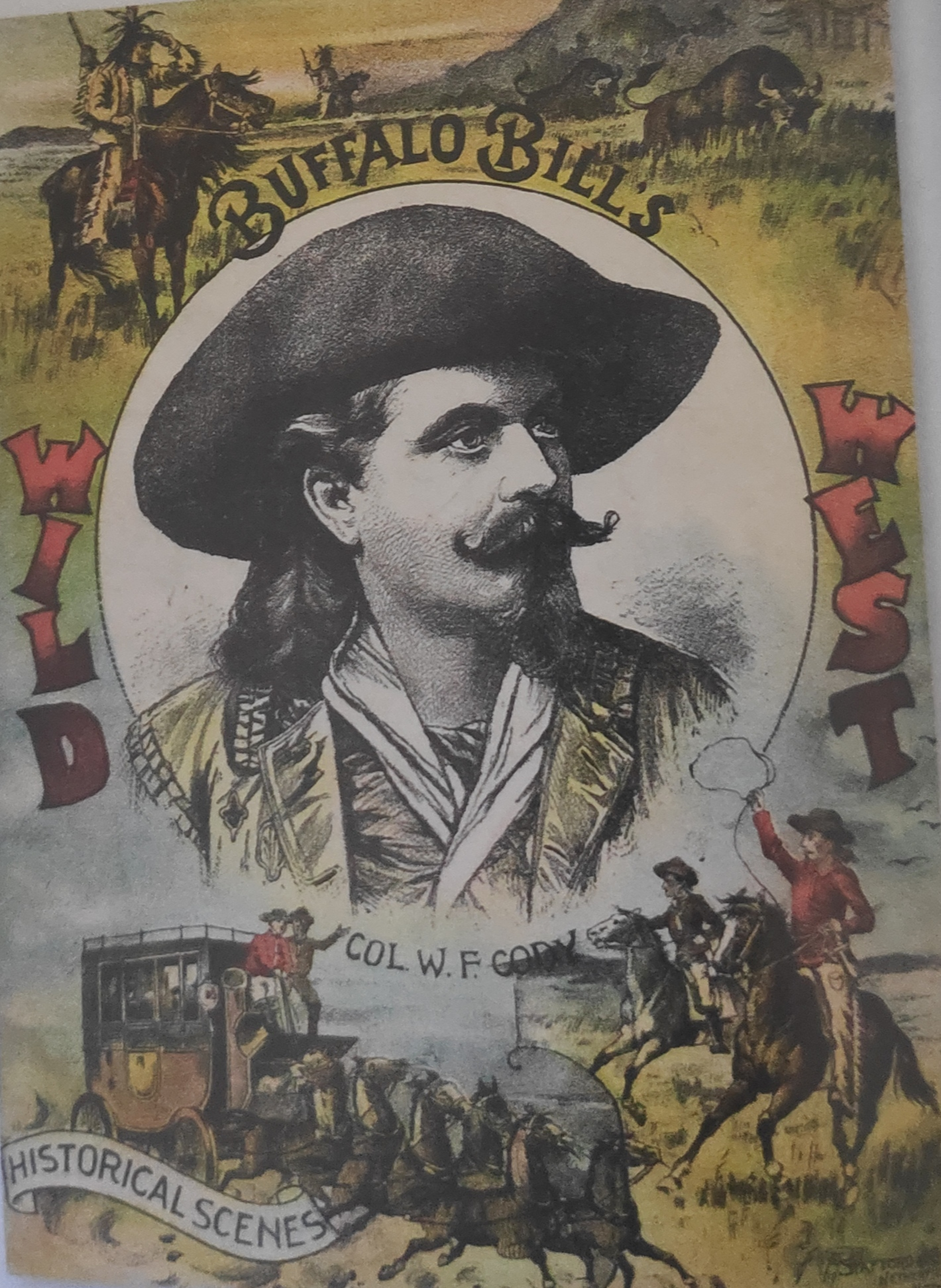
Affiche publicitaire de Buffalo Bill's Wild West.

Le tout premier vol aérien est effectué par René Labouchère le 1er mai 1911 suivi par Henri Lafargue. Le lendemain a lieu le premier meeting aérien de Mont-de-Marsan à l'hippodrome, qui est utilisé par la suite par les amateurs de ce nouveau sport lorsque les pistes sont disponibles.

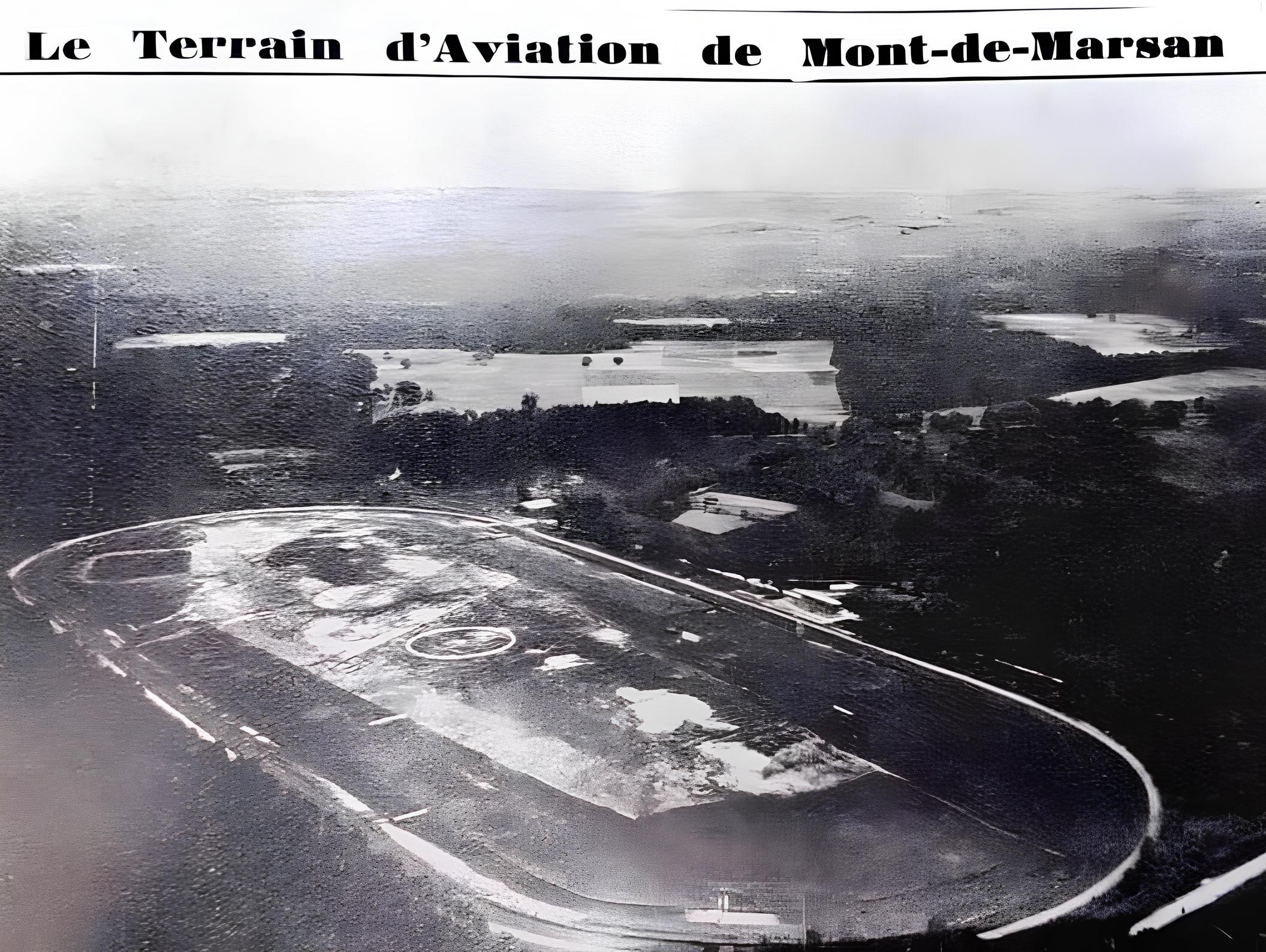
Vue aérienne de l'hippodrome de Mont-de-Marsan et de la piste d'aviation en son centre vers 1911.
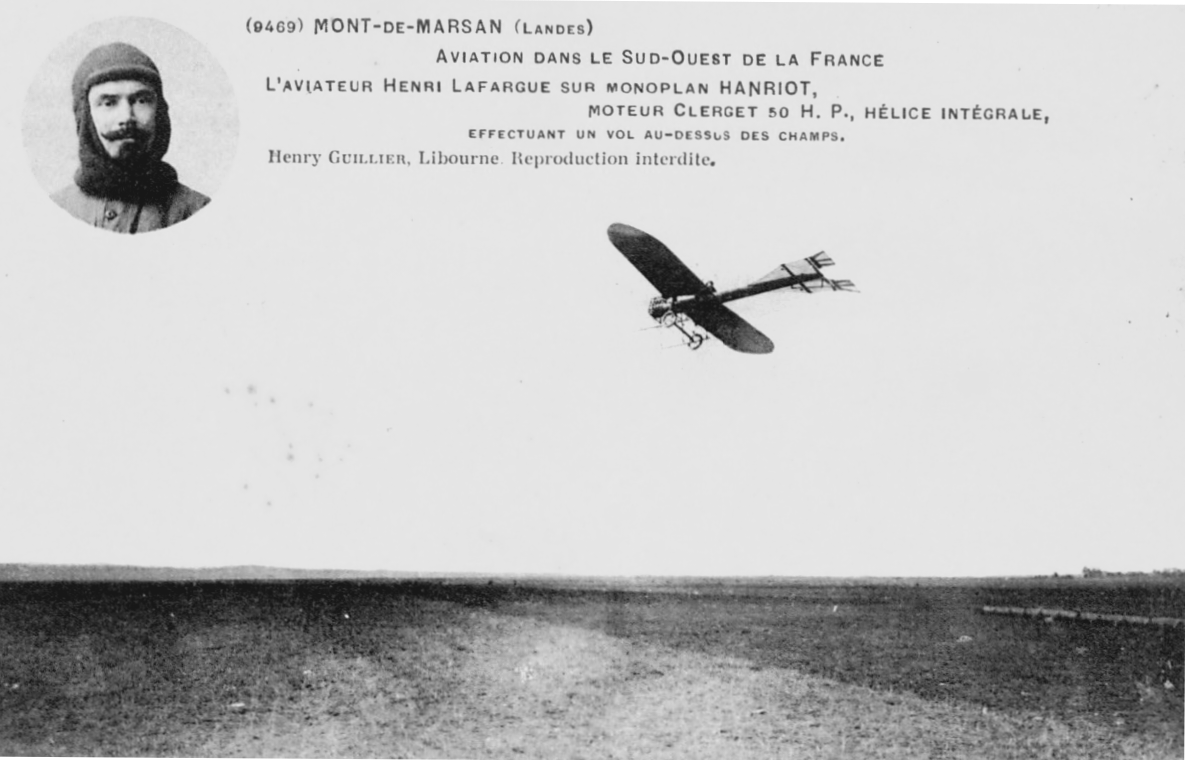
Henri Lafargue, annonce d'un meeting aérien à Mont-de-Marsan à bord du monoplan Hanriot.

Le 6 octobre 1913, lors de la venue du Président de la République Raymond Poincaré à l'occasion des fêtes présidentielles, trois monoplans militaires pilotés par des officiers aviateurs de Pau survolent la ville avant d'atterrir vers 10 heures à l'hippodrome de Mont-de-Marsan.
De 1914 à 1920, l'hippodrome est réquisitionné par l'armée de l'air, qui le transforme en un terrain d'entrainement militaire des pilotes, tels que le capitaine Georges Guynemer. Aucune course n'a lieu pendant toutes la durée de la Première Guerre mondiale. Le cimetière militaire allemand de Mont-de-Marsan est établi quant à lui dès la fin de l'année 1914 à proximité pour y enterrer les soldats ennemis blessés morts en captivité dans la préfecture des Landes. Dans l'entre-deux guerres, les adeptes des sports aériens de la région fondent le 5 janvier 1928 un aéroclub. La municipalité se dote en 1932 d'un terrain en propre sur lequel est aménagé un aérodrome inauguré en 1934. Celui-ci est cédé à l'Etat dès 1938 et constitue le premier embryon de la future base aérienne 118.
En 1928, une piste d'entraînement des chevaux est aménagée avec obstacles et des tribunes sont reconstruites. En 1937, la maison du garde est édifiée et le quartier est électrifié. Les courses sont également suspendues de 1939 à 1942. L'hippodrome est à nouveau réquisitionné par les troupes d'occupation. Les principaux entraîneurs installés sont Renaud de Tauzia et René Sirvain.
En 1956, de nouvelles constructions ont lieu : 4 villas, 92 boxes avec logements pour les lads, aménagement du pari mutuel, agrandissement du pesage avec l’aide financière de la ville de Mont-de-Marsan. Le site devient un des plus importants centres d’entraînement de France. Sur une superficie totale de 50 hectares, il ne cesse de se développer sous l’impulsion des différents présidents, messieurs de Marcy, de Bouglon, de Portal qui se succèdent : arrosage des pistes, construction de nouveaux boxes et villas, extension des pistes, chauffage des tribunes, création du centre d’apprentis, bâtiment des balances, salle des jockeys, extension du pari mutuel et du bar, drainage et arrosage automatique de la grande piste, parcours de cross de 4 600 mètres, boîtes de départ, vestiaires de cavalières, restaurant. Durant son mandat le président Monsieur Jean-Henry d’Orglandes, réalise la mise aux normes de sécurité avec l’installation de lices en PVC, l’agrandissement de la piste en gazon et fait accéder l'hippodrome des Grands Pins à la première catégorie tant en plat qu'en obstacles.